# Jean-Jacques Bruno
Jean-Jacques Bruno   (Maubeuge, 28 d'abril de 1957) és un ex-pilot de motocròs francès que destacà en competició internacional durant les dècades de 1970 i 1980, especialment en la categoria dels 500cc, essent un dels millors competidors del Campionat del Món de motocròs durant un grapat d'anys. A banda, guanyà 7 campionats de França de motocròs entre el 1974 i el 1985.
Nascut en una família de grangers, Bruno compaginava les feines del camp amb el motocròs: a la primavera col·laborava a casa amb la plantació de blat i dacsa i a l'agost i setembre participava en la collita i venda d'aquests cereals. La resta de l'any el dedicava a l'entrenament (fúting, gimnàstica i sessions de motocròs, aprofitant el gimnàs i circuit que havia habilitat al mas familiar) i a seguir els campionats estatal i mundial de la disciplina. També feia de monitor de motocròs per a nens, al costat dels germans Boniface.
Jean-Jacques Bruno és oncle del Campió del Món d'enduro Johnny Aubert.

## Trajectòria esportiva
Bruno començà a competir a 14 anys, però com que a França no podia obtenir la llicència fins als 16, s'establí a Bèlgica i el 1972, a 15 anys, guanyà el Campionat Amateur d'aquell país. El 1973 aconseguí la llicència Júnior belga i guanyà el Campionat de Flandes de 250cc amb una ČZ, títol que renovà el 1974 i completà aquell any amb el de França Júnior, ja amb KTM. El 1975, amb la llicència Internacional finalment obtinguda, fou subcampió de França de 250cc darrere de Daniel Péan i disputà el seu primer Gran Premi del Mundial, el de França -celebrat a Thomer-la-Sôgne- amb un resultat prou prometedor (fou el quart francès classificat). Aquell any fou seleccionat per a integrar l'equip francès que competí al Trofeu i el Motocròs de les Nacions.
El 1976, ja amb el suport de la federació francesa, disputà tot el mundial de 250cc i hi acabà el 17è, empatat a punts amb Joël Robert. Aquell any, a més, tornà a ser subcampió de França i fou el millor de l'equip estatal francès del Trofeu i Motocròs de les Nacions, on compartia protagonisme amb Serge Bacou, Daniel Péan i Patrick Drobecq. El colofó d'aquella temporada fou la seva doble victòria a la Copa de l'Avenir, celebrada a Maggiora (Província de Novara, Itàlia).

## Palmarès al Campionat del Món
| Any  | Motocicleta | 500cc | 250cc |
| ---- | ----------- | ----- | ----- |
| 1976 | KTM         | -     | 17è   |
| 1977 | KTM         | -     | 10è   |
| 1978 | KTM         | 9è    | -     |
| 1979 | KTM         | 8è    | -     |
| 1980 | Suzuki      | 7è    | -     |
| 1981 | Suzuki      | 5è    | -     |
| 1982 | Suzuki      | 9è    | -     |
| 1983 | Suzuki      | 8è    | -     |
| 1984 | Suzuki      | -     | 30è   |
| 1985 | Kawasaki    | 26è   | -     |
| 1986 | Kawasaki    | -     | -     |
| 1987 | Kawasaki    | 44è   | -     |